# HD 63922
HD 63922 (nota anche come P Puppis) è una stella gigante azzurra di magnitudine 4,09 situata nella costellazione della Poppa. Dista 1608 anni luce dal sistema solare.

## Osservazione
Si tratta di una stella situata nell'emisfero celeste australe. La sua posizione è fortemente australe e ciò comporta che la stella sia osservabile prevalentemente dall'emisfero sud, dove si presenta circumpolare anche da gran parte delle regioni temperate; dall'emisfero nord la sua visibilità è invece limitata alle regioni temperate inferiori e alla fascia tropicale. Essendo di magnitudine 4,1, la si può osservare anche dai piccoli centri urbani senza difficoltà, sebbene un cielo non eccessivamente inquinato sia maggiormente indicato per la sua individuazione.
Il periodo migliore per la sua osservazione nel cielo serale ricade nei mesi compresi fra dicembre e maggio; nell'emisfero sud è visibile anche all'inizio dell'inverno, grazie alla declinazione australe della stella, mentre nell'emisfero nord può essere osservata limitatamente durante i mesi della tarda estate boreale.

## Caratteristiche fisiche
La stella è una gigante azzurra con un'età stimata di appena 8 milioni di anni ed una massa 19 volte quella del Sole; possiede una magnitudine assoluta di -4,37 e la sua velocità radiale positiva indica che la stella si sta allontanando dal sistema solare.

## Sistema stellare
HD 63922 è un sistema multiplo formato da 3 componenti. Ha una compagna molto prossima a 0,3 secondi d'arco da A e con angolo di posizione di 151 gradi, molto probabilmente legata gravitazionalmente ad A. L'altra compagna è una stella bianca di sequenza principale di magnitudine 8,9, ed è invece separata da 59,2 secondi d'arco e con angolo di posizione di 104 gradi rispetto ad A.